# سعد الجوير
سعد الجوير، كاتب وشاعر كويتي ولد عام 1982 في الكويت. حاصل على الشهادة الجامعية من كلية الآداب قسم اللغة العربية وآدابها بجامعة الكويت عام 2004 و نشرت قصائده في الصحف والمجلات الكويتية، وله محاولات في الفن التشكيلي.

## السيرة الذاتية
ولد الكاتب والشاعر سعد الجوير عام 1982 في الكويت. حاصل على الشهادة الجامعية من كلية الآداب قسم اللغة العربية وآدابها بجامعة الكويت عام 2004 و نشرت قصائده في الصحف والمجلات الكويتية، وله محاولات في الفن التشكيلي. ورد اسمه ضمن أهم الشعراء في الكويت ورومانيا في كتاب صدر عن السفارة الرومانية في الكويت. عمل معلماً للغة العربية في وزارة التربية لخمس سنوات، وعمل رئيسًا للقسم الثقافي في جريدة عالم اليوم الكويتية لعامين. يعمل محررا في مجلة الكويت الثقافية، و هو مؤسس منتدى المبدعين الجدد في رابطة الأدباء 2001، وعضو فخري في أسرة الكتاب البحرينية، وعضو في رابطة الأدباء
في الكويت، وعضو ملتقى الثلاثاء الثقافي، وملتقى عالية شعيب . شارك في عدد من الأمسيات داخل الكويت ضمن فعاليات رابطة الأدباء والمجلس الوطني للثقافية والفنون والآداب. مثل الكويت ضمن أمسية المجلس الوطني للثقافة والفنون والآداب في دمشق 2007.

## أعمال الكاتب[2]
- ظل لا ترسمه نخلة (شعر)، 2002
- طقوس صاخبة (شعر)، 2002
- خطيئة الكائن (شعر)، 2004
- تم الكتاب (شعر)، 2004
- بوصلة الجهات العشر (نقد)، 2006
- غريب على ضفة نائية (نقد)، 2006
- بعيد كجندي بارد كتابوت (شعر)، 2010
- ما أضيق السماء ما أوسع القفص (شعر)، 2014
- كأنه هو (شعر)، 2015
- باربار، 2006